# Mertensia
Mertensia, deutsch Blauglöckchen, ist eine Pflanzengattung innerhalb der Familie der Raublattgewächse (Boraginaceae). Die 40 bis 60 Arten sind auf der Nordhalbkugel, sowohl in Nordamerika wie auch in Nordasien, mit einer Art auch in Nordeuropa, verbreitet. Die Sorten einiger Arten werden aufgrund der attraktiven Blüten als Zierpflanze in Parks und Gärten verwendet.

## Beschreibung

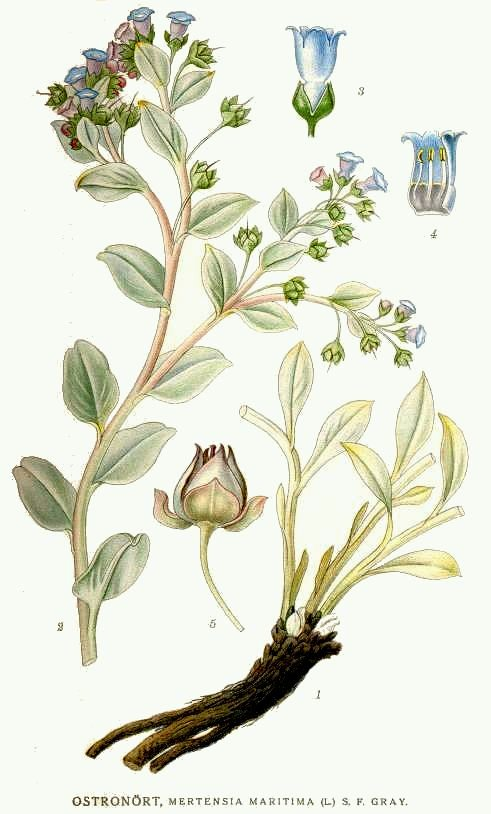
Illustration des Küsten-Blauglöckchens (Mertensia maritima)

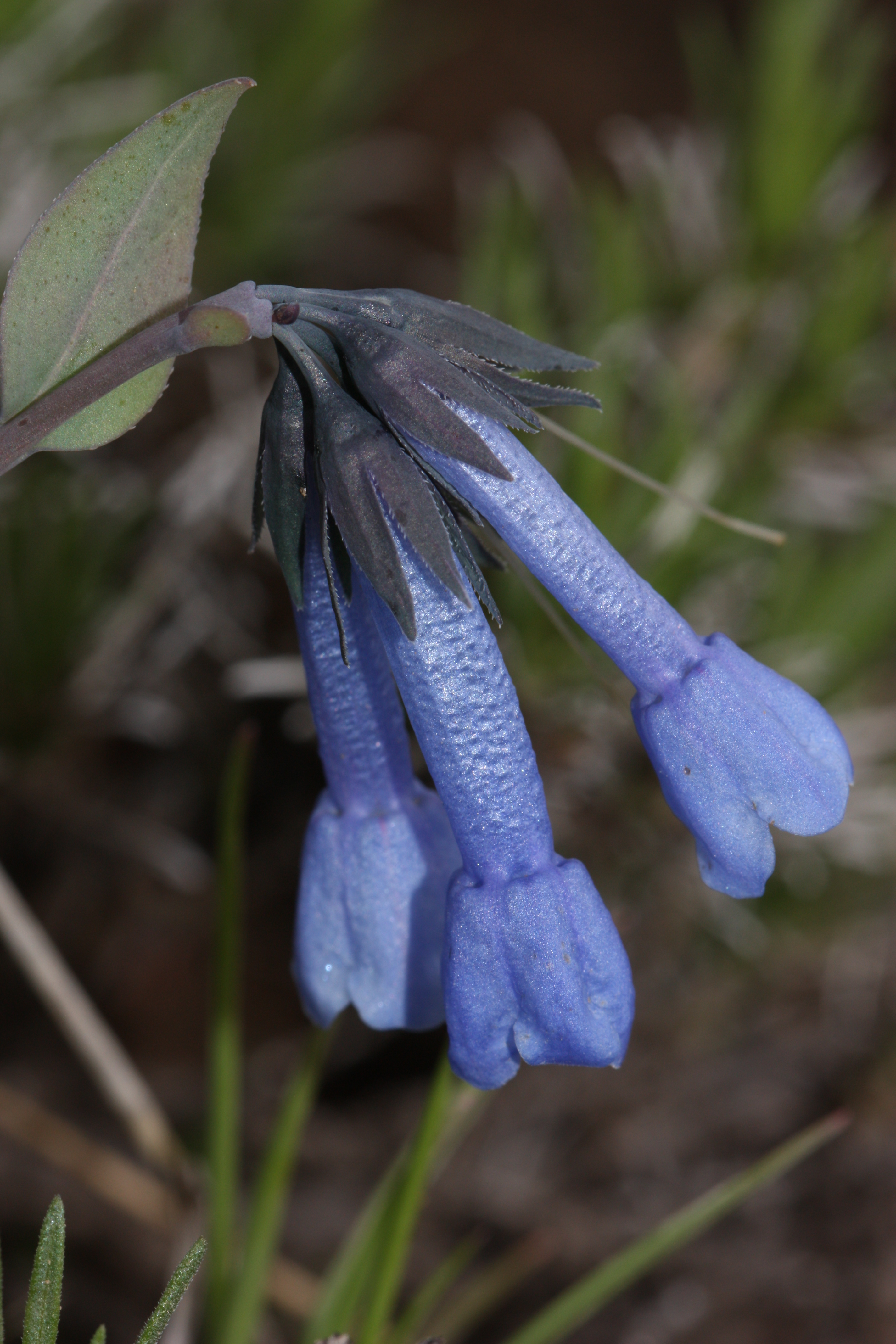
Blüten von Mertensia longiflora mit Kelch und Krone

### Vegetative Merkmale
Mertensia-Arten sind ausdauernde krautige Pflanzen. Sie treiben einzeln oder zu mehreren gehäuft aus einem ausdauernden, manchmal etwas verholztem Rhizom aus. Die vegetativen Pflanzenteile sind rau behaart oder, als Ausnahme in der Familie, kahl. Die unterhalb des Blütenstands meist unverzweigten Stängel sind aufrecht oder niederliegend.
Die in grundständige Blattrosetten und wechselständig am Stängel angeordneten Laubblätter sind kurz gestielt oder ungestielt (sitzend). Die einfachen Blattspreiten sind eiförmig bis linealisch und manchmal herzförmig.

### Generative Merkmale
Viele Blüten sind in endständigen, zymösen Blütenstände angeordnet, die manchmal im Alter gestreckt sind und dann einer Traube ähneln. Die Blüten befinden sich über einem Tragblatt oder ohne ein solches.
Die zwittrigen Blüten sind fünfzählig mit doppelter Blütenhülle. Die fünf Kelchblätter sind nur an ihrer Basis bis höchstens bis zur Hälfte ihrer Länge verwachsen. Die fünf Kronblätter sind zu einer glockenförmigen Blütenkrone verwachsen, die blau, selten weiß oder rötlich gefärbt ist. Die zylindrische bis trichterförmige Kornröhre ist länger als der Kelch. Am Schlund, dem Übergang von der Kronröhre zu den ausgebreiteten Kronzipfeln, ist der Eingang zur Röhre durch eingestülpte Falten oder selten durch unauffällige Schuppen verengt. Die spreizenden Kronzipfel sind rundlich bis eiförmig, mit stumpfem Apex. Die Staubblätter sind basal mit der Kronröhre verwachsen, die Staubfäden sind kurz, die Staubbeutel länger und bei vielen Arten aus der Blüte herausragend. Der Fruchtknoten ist vierteilig, mit aus der Blüte vorragendem oder in diese eingeschlossenem Griffel, bei manchen Arten kommen zwei oder drei verschiedene Längen vor (Heterostylie).
Die Klausenfrucht zerfällt in vier Teilfrüchte (Klausen). Die vierseitigen, rauen, kahlen Klausen sind auf der Innenseite abgerundet, außen scharf gerandet und manchmal gekielt.

## Verbreitung

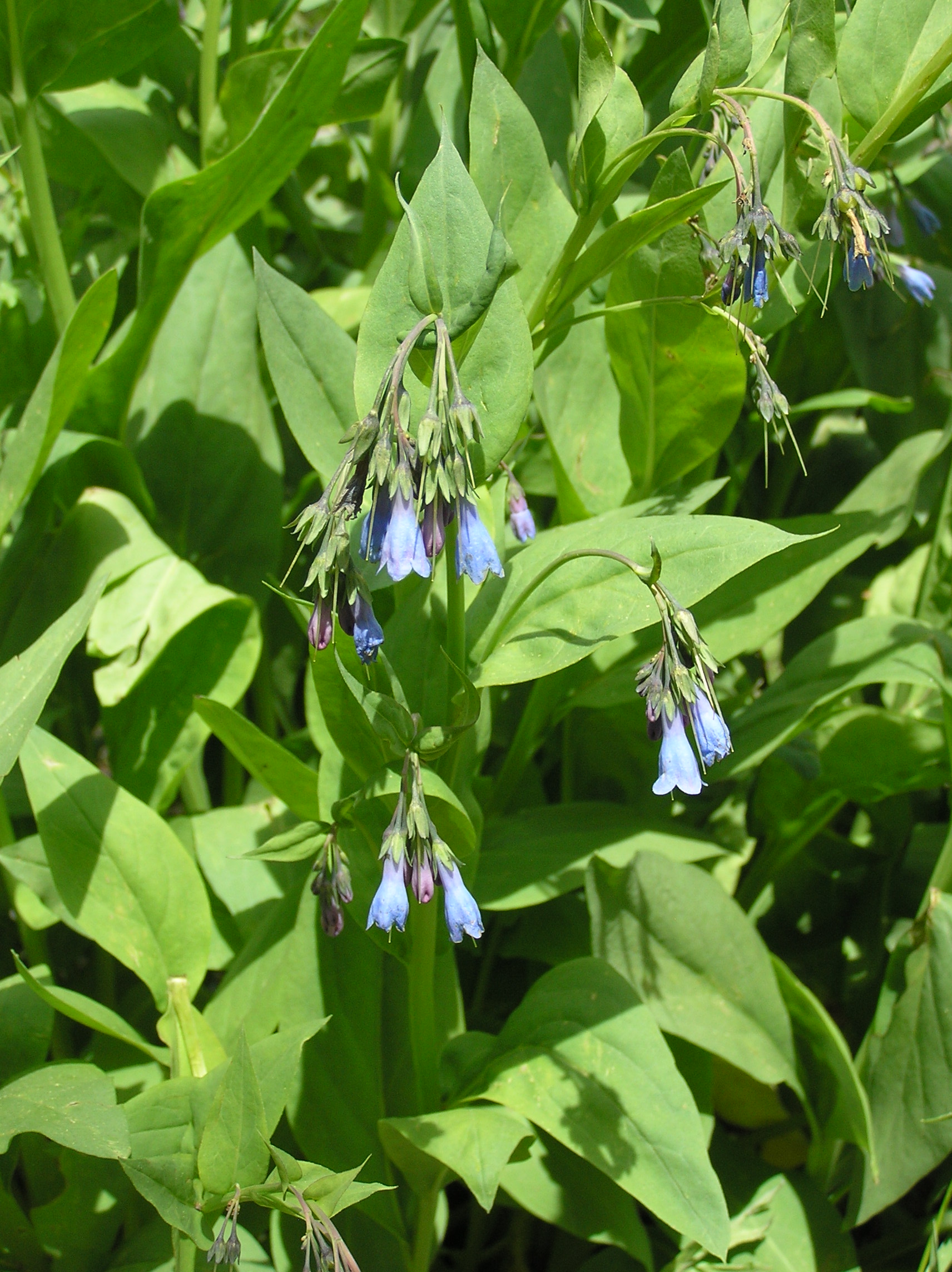
Mertensia ciliata

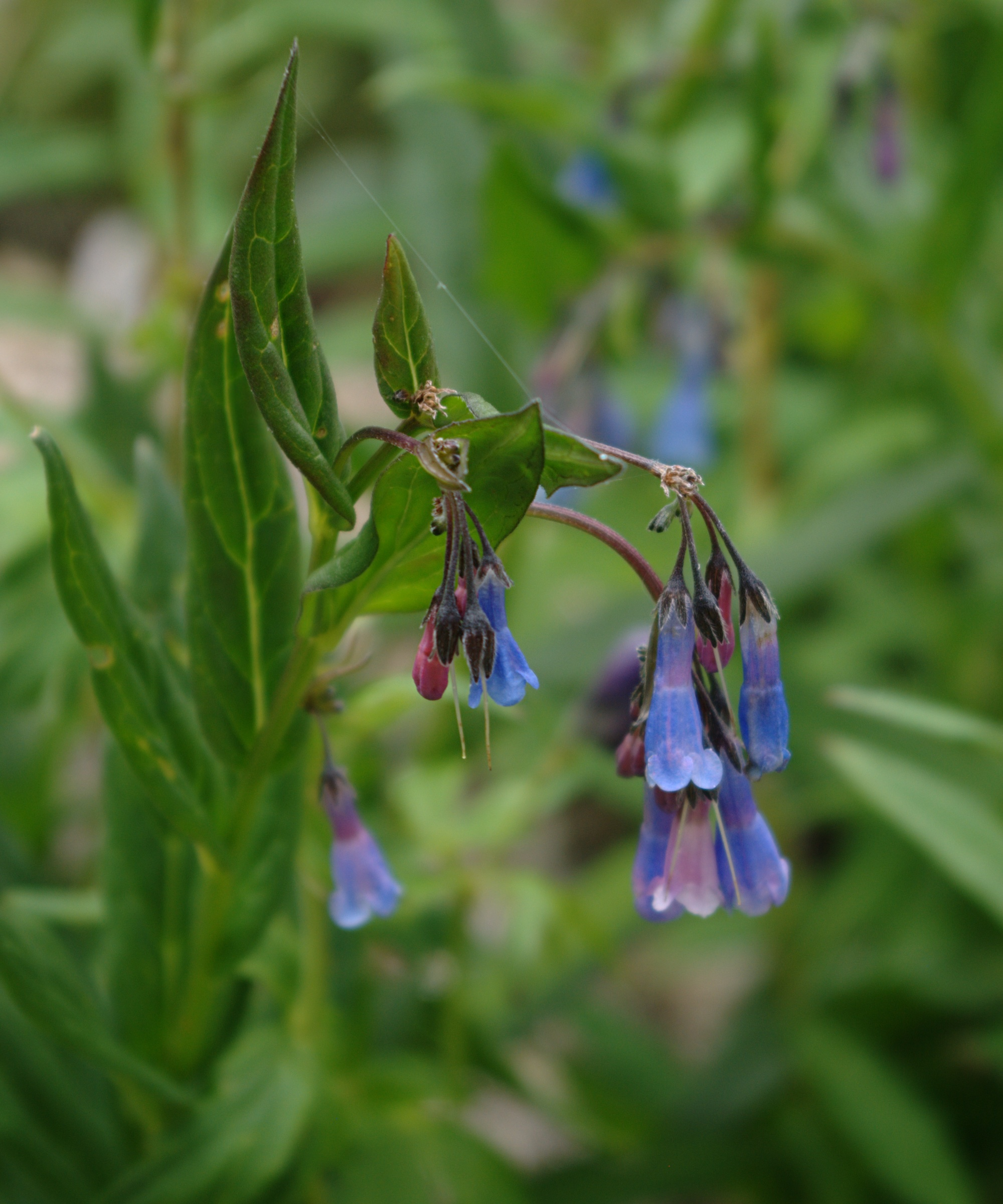
Mertensia franciscana

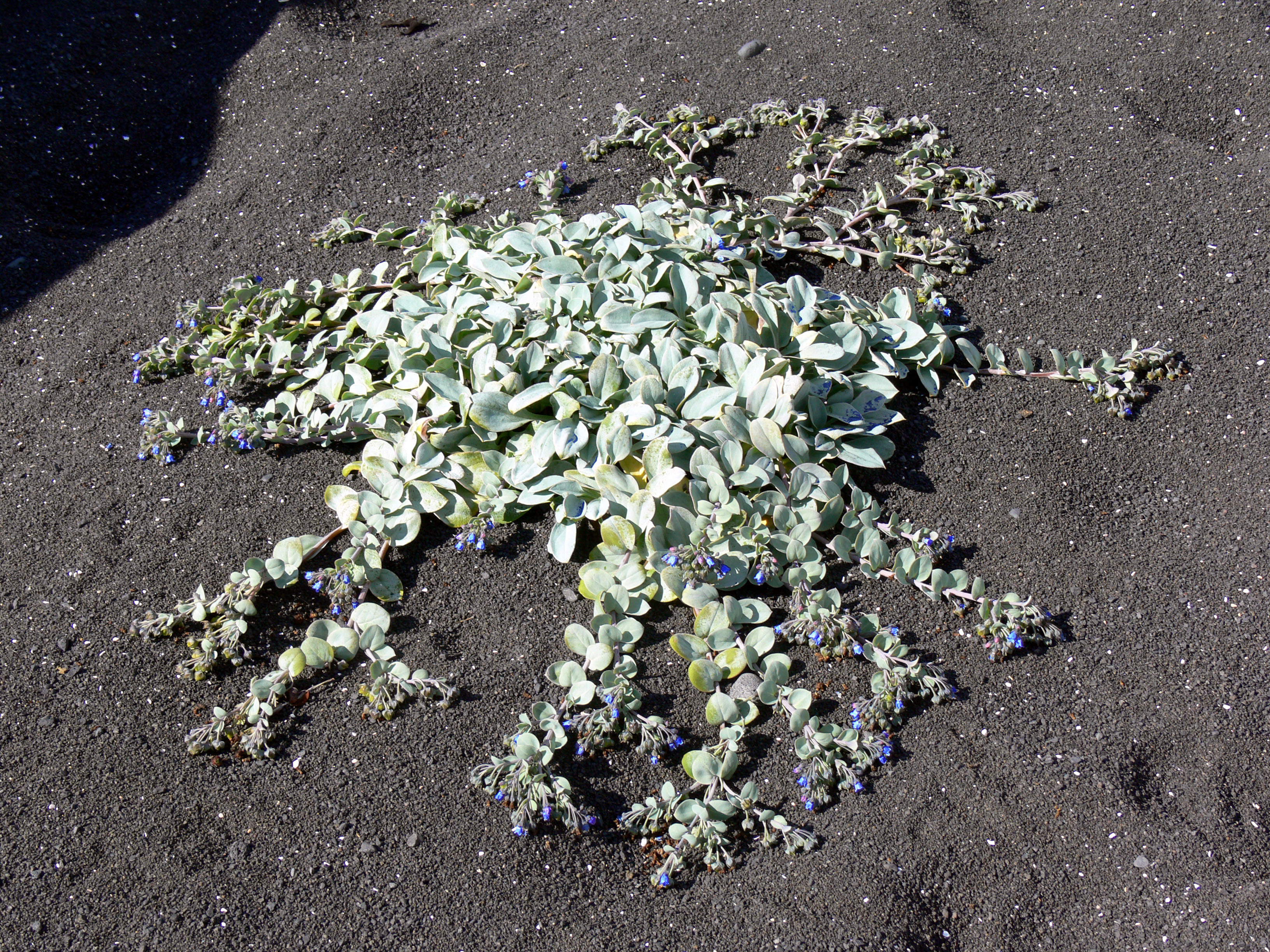
Küsten-Blauglöckchen (Mertensia maritima)

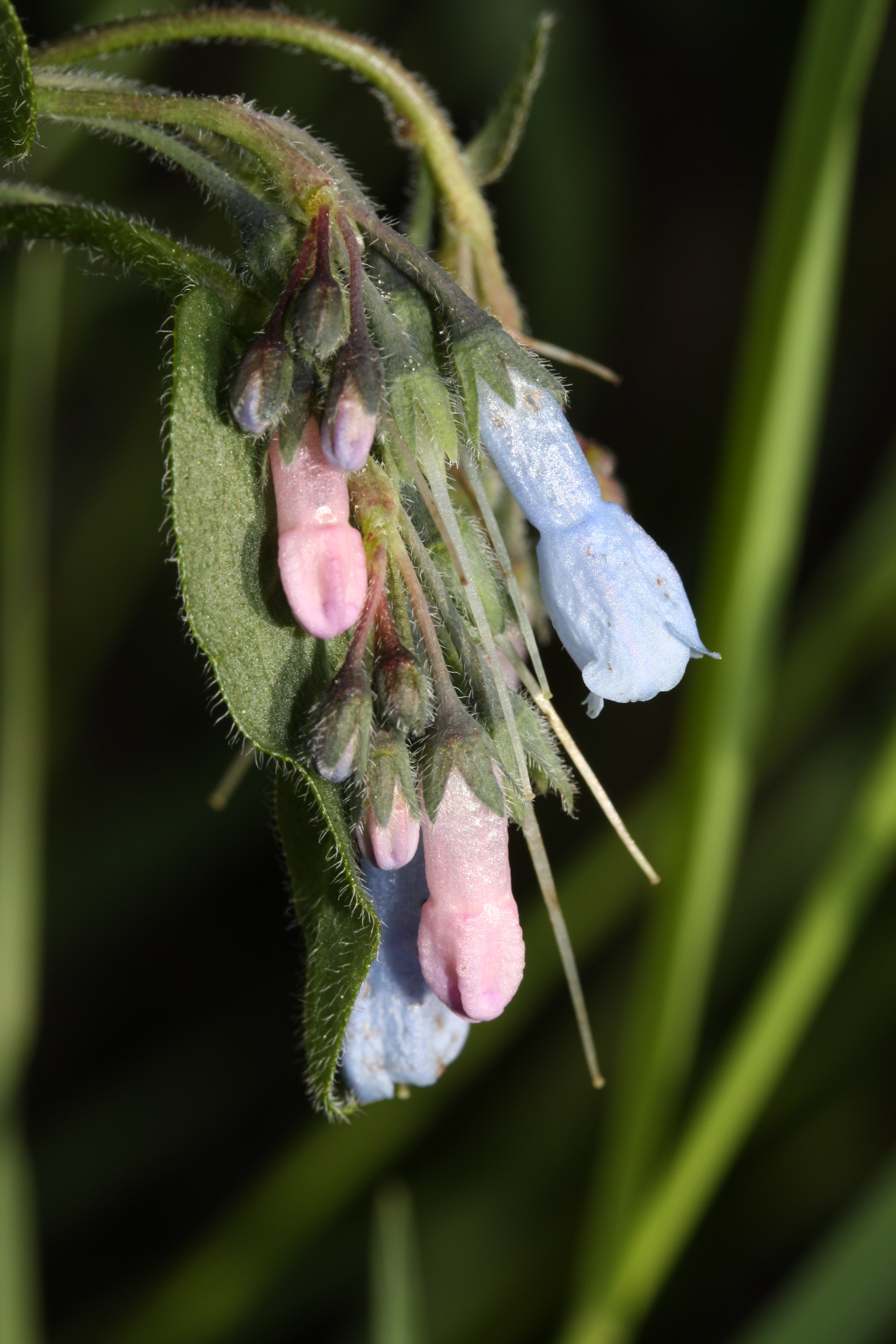
Blütenstand von Mertensia oblongifolia mit rosafarbenen Blütenknospen und blauen geöffneten Blüten

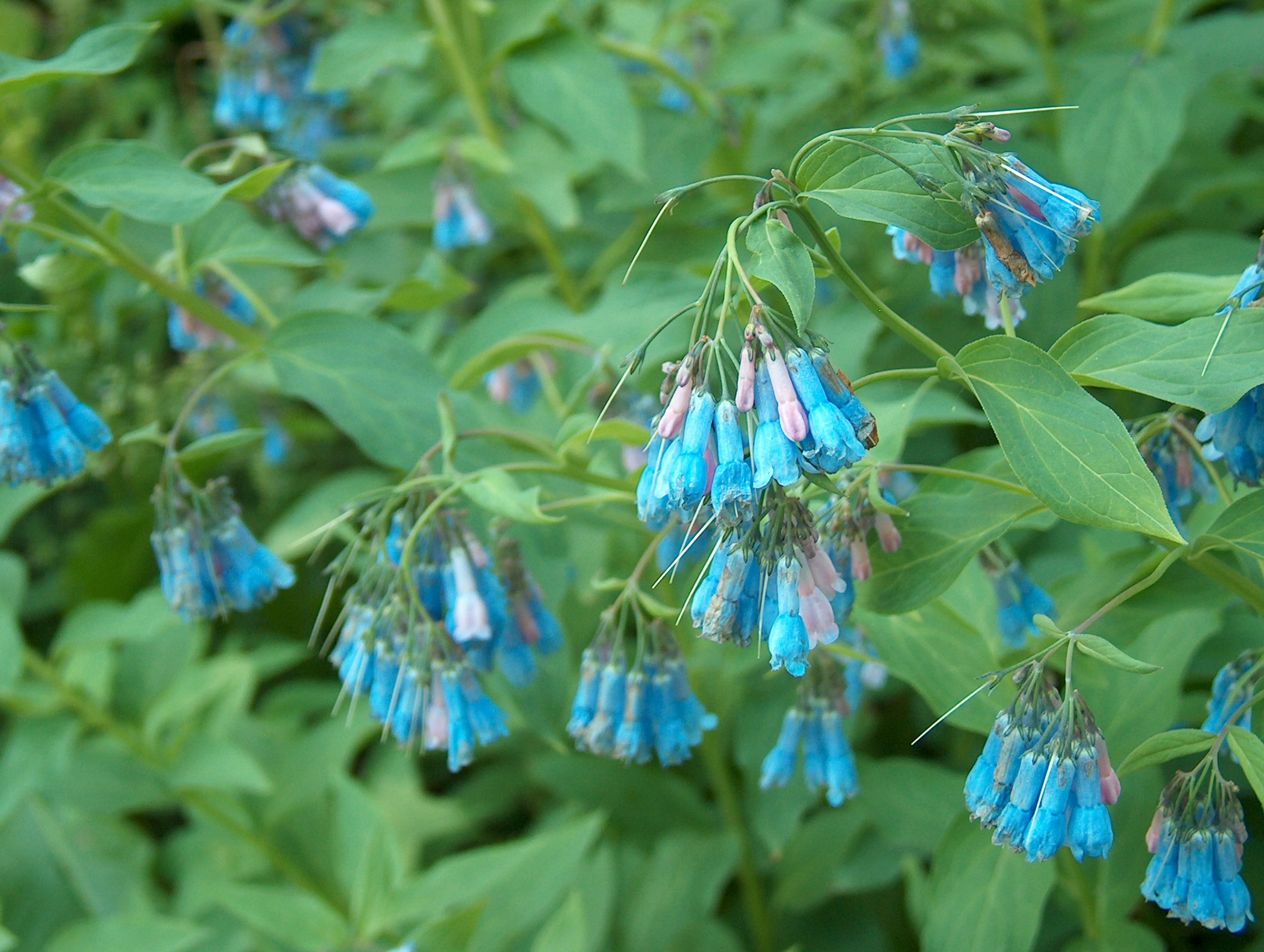
Mertensia sibirica

Die Arten der Gattung Mertensia sind auf der Nordhalbkugel im gemäßigten Nordamerika und im gemäßigten Eurasien verbreitet. In Asien liegt der Verbreitungsschwerpunkt im nordöstlichen Sibirien (Beringia), mit sechs Arten in China. In Nordamerika ist die Gattung vorwiegend, mit zahlreichen endemischen Arten, in den Gebirgsketten im Westen (Rocky Mountains), nördlich bis Alaska, mit den meisten Arten in Colorado, verbreitet. Wenige Arten kommen auch im Nordosten des Kontinents in Wäldern vor. Eine Art, Mertensia maritima, ist entlang der Meeresküsten sowohl in Eurasien wie in Nordamerika (zirkumboreal) weit verbreitet, sie kommt unter anderem auch an den Küsten Nordeuropas (Skandinavien, Großbritannien, Irland, Island) vor.
Ursprungszentrum der Gattung Mertensia ist nach den genetischen Daten vermutlich Nordasien, obwohl die meisten Arten im Westen Nordamerikas vorkommen.

## Systematik
Die Gattung Mertensia wurde 1797 von dem deutschen Botaniker Albrecht Wilhelm Roth im ersten Band seines Werks Catalecta botanica quibus plantae novae et minus cognitae describuntur atque illustrantur aufgestellt. Der Gattungsname Mertensia ehrt den deutschen Botaniker und Pflanzensammler Franz Karl Mertens (1764-1831).  Typusart ist Mertensia pulmonarioides, heute ein Synonym von Mertensia virginica. Drei Arten der Gattung, Mertensia virginica, Mertensia maritima und Mertensia sibirica wurden schon von Carl von Linné als Arten der Gattung Pulmonaria erstbeschrieben. Die von dem englischen Botaniker John Hill 1764 mit der Typusart Mertensia maritima aufgestellte Gattung Pneumaria besäße zwar Priorität, der Name wurde aber von der ICBN unterdrückt.
Die Stellung der Gattung Mertensia innerhalb der Familie der Boraginaceae war anhand morphologischer Merkmale lange Zeit unsicher und kontrovers diskutiert. Sie wurde zeitweilig den Triben Symphyteae, Lithospermeae, Eritrichieae, Trigonotideae und Cynoglosseae zugeordnet. Es erfolgten genetische Untersuchungen, die die Monophylie der Gattung Mertensia ergeben. Durch Chacón et al. 2016 wurde die Gattung Mertensia in die Tribus Asperugeae in der neu aufgestellte Unterfamilie Cynoglossoideae innerhalb der Familie Boraginaceae eingeordnet. Innerhalb der Tribus Asperugeae ist Mertensia ist am nächsten verwandt das Schwestertaxon Anoplocaryum, einer fünf zentralasiatische Arten umfassenden Gattung. Zur Tribus Asperugeae gehören auch die beiden monotypischen Gattungen Memoremea mit der einzigen Art Wald-Nabelnüsschen (Memoremea scorpioides), die aus der Gattung Omphalodes ausgegliedert wurde und Asperugo mit der einzigen Art Scharfkraut (Asperugo procumbens).
Die Gattung Mertensia umfasst teilweise morphologisch schwer oder gar nicht unterscheidbare kryptische Arten, die zudem miteinander hybridisieren können. Die Anzahl der Arten ist daher unsicher.
Die Gattung Mertensia wird in Sektionen gegliedert.
Es gibt 40 bis 60 Mertensia-Arten (Auswahl):
- Mertensia arizonica Greene: Sie kommt in den US-Bundesstaaten Colorado, Wyoming und Utah vor.[10]
- Mertensia bella Piper: Sie kommt in den US-Bundesstaaten Kalifornien, südwestlichen Oregon, nördlichen Idaho, nordwestlichen Montana vor.[5]
- Mertensia brevistyla S.Watson
- Mertensia ciliata (E.James ex Torr.) G.Don: Sie kommt in den US-Bundesstaaten Colorado, Idaho, Montana, Oregon, Wyoming, Kalifornien, Nevada, Utah und New Mexico vor.[10]
- Mertensia cusickii Piper: Sie kommt in den US-Bundesstaaten Kalifornien, südwestlichen Oregon, südwestlichen Idaho, zentralen Nevada vor.
- Mertensia franciscana A.Heller
- Mertensia longiflora Greene: Sie kommt im westlichen Nordamerika in British Columbia, Kalifornien sowie Montana vor.[5]
- Küsten-Blauglöckchen, Austernpflanze, Pferdezunge (Mertensia maritima (L.) Gray): Sie ist auf der Nordhalbkugel in Nordeuropa, Osteuropa und von Sibirien, Korea, Japan über Russlands Fernem Osten bis Alaska, Kanada und in den US-Bundesstaaten Maine, Massachusetts sowie New Hampshire weitverbreitet.[10]
- Mertensia oblongifolia (Nutt.) G.Don: Sie kommt in den westlichen Vereinigten Staaten nur in North Dakota und South Dakota vor.[10]
- Mertensia paniculata (Aiton) G.Don: Sie kommt in Alaska, Kanada, Idaho, Montana, Michigan und New Mexico vor.[10]
- Mertensia pterocarpa (Turcz.) Tatew. & Ohwi: Sie kommt in Japan und Sachalin vor.[10]
- Mertensia sibirica (L.) G.Don: Sie kommt in Russlands Fernem Osten, in Sibirien und in China vor.[10]
- Virginisches Blauglöckchen (Mertensia virginica (L.) Pers. ex Link): Sie kommt im kanadischen Québec sowie Ontario und in den Östlichen sowie den nördlich-zentralen Vereinigten Staaten vor.[10]

## Verwendung als Zierpflanzen
Einige Arten der Gattung werden wegen der attraktiven blauen Blüten als Zierpflanzen verwendet. Die dafür verwendeten Arten gehören zu den Frühblühern und werden gern auf sauren, humusreichen Böden im Schatten von Bäumen, als Waldstauden, eingesetzt. Sie sind in Europa eher selten, oft in größeren Parkanlagen, zu finden. Problematisch bei der Kultur ist ihre Anfälligkeit gegenüber Schneckenfraß. Die am häufigsten verwendeten Arten sind Mertensia virginica (als Zierpflanze Virginisches Blauglöckchen genannt) und Mertensia sibirica.

## Weiterführende Literatur
- Shang-Yao Lin, Jessica Forrest: The function of floral orientation in bluebells: Interactions with pollinators and rain in two species of Mertensia (Boraginaceae). In: Journal of Plant Ecology, Volume 12, Dezember 2017, S. 113–123. doi:10.1093/jpe/rtx073
- Mare Nazaire: A Phylogenetic Analysis of the Genus Mertensia (Boraginaceae): Taxonomy, Divergence Times, and Biogeography., A dissertation submitted in partial fulfillment of the requirements for the degree of DOCTOR OF PHILOSOPHY der Washington State University, 2013, ISBN 978-1-303-24166-6. PDF. (79.05 Mb)

- Karte mit allen verlinkten Seiten:
- OSM |
- WikiMap